# Чень Даньцин
Чень Даньцин (спрощ.: 陈丹青; кит. трад.: 陳丹青; піньїнь: Chén Dānqīng, *11 серпня 1953, Шанхай) — відомий китайський художник.
Чень Даньцін народився року в повіті Шанхай, але його батьки були уродженцями пров. Тайшань, Гуандун. Чень Даньцін ріс на галасливих шанхайських вулицях, з раннього дитинства любив малювати. Коли Чень Даньціну було 4 роки, на батька навісили ярлик «правого елемента», тому що дідусь Чень Даньціна Чень Дічжун навчався у військовій Академія Вампу.
В епоху Культурної революції Чень Даньцін почав разом зі шкільним учителем малювання всюди робити портрети голови Мао. У 1970 році 16-річний Чень Даньцін став засланим «культурної революції». У свої 16 років хлопець виявився далеко від близьких, працював в сільських бригадах в Південній Цзянси, в Північній Цзянсу. У 1973 Чень Даньцін перевівся на роботу в сільську бригаду комуни Цзянпу шіцяо на півночі провінції Цзянсу, самостійно навчався живопису, став досить відомим художником серед молоді. У 1976 Чень Даньцін створив велику картину олією «Лист голови Мао».
У 1976 році Чень Даньцін відряджений до Тибету. Це була його перша поїздка в гірський край. Тибет вплинув на Чень Даньціна. У період «культурної революції» він знайшов особливу тему — тему етнічних меншин, що заклало основу для подальшого в 1980 році створення циклу «Тибетських картин». Тому перші видатні роботи олією «Багатий урожай в сльозах», «Тибетський похід», створені в 1977 році, потрапили на «Національну художню виставку», «Всеармійського художню виставку». У той час ці роботи мали великий вплив в країні. Чень Даньціна стали називати «художником освіченої молоді» та найвидатнішим з них.
У 1978 був прийнятий в Центральна академія образотворчих мистецтв в аспірантуру живопису олією, що дозволило йому отримати диплом художника. У 1980 році після закінчення навчання Чень Даньціна залишили викладати в майстерні академії.
У 1980 для підготовки випускних робіт вдруге відправився в Тибет, створивши сім картин і безліч етюдів. Це картини: «Мать и дитя», «Пастухи», «Паломництво», «В місті 1», «В місті 2», «Миття голови», «Камба». В подальшому їх стали назвати «Тибетськими картинами». Його картини про Тибет стали подією світу мистецтв, як в країні, так і за кордоном, вважаються класикою сучасної реалістичного живопису, заснованої на європейських традиціях.
У 1982 році, він пішов з Центральної художньої академії та переїхав в Нью-Йорк. Чень Даньцін продовжив свою освіту в Ліга студентів-художників Нью-Йорка. До 2000 року жив і працював у США.
У 2000 році Чень Даньцін, повернувшись з Нью-Йорка, був прийнятий на посаду професора в Університет Цінхуа, став науковим керівником докторантів. Але у 2004 році через незгоду з системою відбору та навчання студентів пішов з інституту.
1. ↑  The Fine Art Archive — 2003.